# Agència dels Estats Occidentals
L'Agència dels Estats Occidentals (o dels Estats de l'Índia Occidental) coneguda per les segles angleses WISA (Western India States Agency) fou una entitat administrativa britànica a l'Índia formada per diversos principats natius. Es va constituir el 10 d'octubre de 1924 amb l'antiga agència de Kathiawar, l'agència de Kutch i l'agència de Palanpur, d'acord amb l'informe Montague Chelmsford sobre reformes constitucionals. La capital fou Rajkot i C.C. Watson fou nomenat com primer agent polític. Va patir lleugeres modificacions de jurisdicció el 1933 (l'estat de Palanpur transferit a Rajputana) i 1943. Llavors es van formar tres subagències:
- Agència de Kathiawar Occidental amb els estats dels prants de Sorath i Halar
- Agència de Kathiawar Oriental amb els estats dels prants de Jhalawar i Gohelwar
- Agència de Sabar Kantha, antiga agència de Palanpur més Kutch

En aquest temps va arribar a tenir 435 principats si bé només 18 eren estats amb dret a salutació. El 5 de novembre de 1944 fou unida a la residència de Baroda i a l'Agència dels Estats del Gujarat (abans agència de Surat) per formar l'agència de Baroda, Estats de l'Índia Occidental i Gujarat.